# أرتور باربوسا دي أوليفيرا
أرتور باربوسا دي أوليفيرا (بالبرتغالية: José Artur Barbosa de Oliveira‏) هو لاعب كرة قدم برازيلي في مركز ظهير ‏، ولد في 22 أكتوبر 1984 في Ibititá ‏ في البرازيل. لعب مع النادي الرياضي بريميرو باسو فيتوريا دا كونكيستا ونادي بالميراس ونادي بونتي بريتا ونادي ساو كايتانو ونادي فيغورينسي ونادي ميراسول.